# Comunità territoriale di Palanka
La Comunità territoriale rurale di Palanka (in ucraino Паланська сільська громада?) è una hromada ucraina, situata nel distretto di Uman' e nell'oblast' di Čerkasy. Il suo centro amministrativo è il villaggio di Palanka.
L'area della comunità è di 482,6 km², e la popolazione è di 14 789 abitanti (dato del 2020).

## Suddivisioni

### Villaggi
- Antonivka
- Berestivec'
- Černovody
- Horodec'ke
- Hromy
- Ivanivka
- Jarovatka
- Jurkivka
- Kočeržynci
- Kočubïïvka
- Krasnopilka
- Maksymivka
- Palanka
- Pikivec'
- Posuchivka
- Rodnykivka
- Sylycja
- Tomašivka